# Salem (comune svedese)
Salem è un comune svedese di 15 416 abitanti, situato nella Contea di Stoccolma. Il suo capoluogo è la cittadina omonima.

## Località
Nel territorio comunale sono comprese le seguenti aree urbane (tätort):
- Tumba